# Théâtre l'Escaouette
Le Théâtre l’Escaouette est une compagnie de théâtre francophone basée à Moncton, au Nouveau-Brunswick. Fondée en 1978, elle est aujourd’hui reconnue comme un pilier du théâtre acadien et canadien-français. Dès ses débuts, la compagnie s’est consacrée à la création, la production et la diffusion d’œuvres acadiennes, favorisant l’expérimentation artistique et la formation d’un public critique. Elle est également un acteur clé du développement dramaturgique en Acadie, soutenant l’émergence de nouvelles voix et la professionnalisation du secteur théâtral.

## Histoire et fondation
Le Théâtre l’Escaouette voit le jour au printemps 1978, lorsqu’un petit groupe de créateurs présente Ti-Jean, une adaptation du conte traditionnel par Laval Goupil, dans les écoles secondaires du Nouveau-Brunswick. Ce collectif, composé de Marcia Babineau, Philippe Beaulieu, Gracia Couturier, Bernard LeBlanc et Roger LeBlanc, adopte le nom Théâtre l’Escaouette et devient la première compagnie professionnelle entièrement consacrée à la création de pièces acadiennes. À ses débuts, elle oriente principalement son travail vers le théâtre pour l’enfance et la jeunesse.
Souhaitant préserver un esprit collectif, la troupe choisit le modèle d’une coopérative, une structure qui lui permet de partager les responsabilités de création et de gestion. La compagnie s’installe alors dans le Centre culturel de la rue Church à Moncton, où elle développe progressivement son identité et son ancrage dans la communauté.
Au fil des productions, le collectif évolue vers une compagnie théâtrale structurée, dotée d’un système administratif et d’une permanence qui assurent son développement. Son mandat s’élargit et elle commence à produire des œuvres destinées à un public adulte, tout en favorisant la recherche et l’expérimentation scénique.
En 1992, la compagnie amorce l’aménagement d’une salle de spectacle au troisième étage du Centre culturel Aberdeen, affirmant son engagement envers la création d’un espace dédié aux artistes et au public acadien. L’Escaouette devient également un point de rencontre pour des compagnies nationales et internationales, contribuant à l’élargissement du paysage théâtral francophone au Canada.
Dès 1998, la compagnie adopte une stratégie de coproduction avec d’autres compagnies pour faciliter la diffusion de ses œuvres à travers le pays et à l’international. À partir des années 2000, elle priorise les créations destinées aux adultes et aux adolescents, tout en consolidant son rôle de moteur du développement dramaturgique acadien.
En 2004, le Théâtre l’Escaouette franchit une étape importante en emménageant dans son propre espace de création et de diffusion. Il devient ainsi propriétaire et gestionnaire de son propre lieu, offrant aux artistes acadien·nes une infrastructure dédiée à l’innovation et à la professionnalisation du théâtre en Acadie.

## Mission et vision artistique
Le Théâtre l’Escaouette s’est donné pour mission de soutenir et promouvoir la dramaturgie acadienne en mettant en avant des créations originales et en explorant de nouvelles formes théâtrales. Il se définit comme :
- Un théâtre de création et d’engagement : Il favorise la recherche, l’expérimentation et l’expression artistique authentique[16].
- Un lieu de formation du public : Il vise à éveiller le sens critique des spectateurs en leur proposant des œuvres audacieuses et engagées[14].
- Un espace de développement dramaturgique : Il encourage l’émergence de nouveaux auteurs et de nouveaux textes acadien·nes.

## Productions et créations marquantes
Le Théâtre l’Escaouette a produit et présenté de nombreuses œuvres qui ont marqué la scène acadienne et canadienne. Parmi les plus notables :
- Winslow, de Herménégilde Chiasson (2019)[17]
- Les Remugles ou la danse nuptiale est une langue morte de Caroline Bélisle (2022)[18]
- Cul-de-sac de Daniel MacIvor (2014-2015)[19], en coproduction avec le Théâtre populaire d’Acadie
- Le Triptyque Acadien : Les trois Exiles de Christian E. [20], Le long voyage de Pierre-Guy B.[21], L’incroyable légèreté de Luc L., en coproduction avec le Théâtre Sortie de secours
- Le Christ est apparu au Gun Club, de Herménégilde Chiasson (2003-2004)[22]
- Laurie ou la vie de galerie, de Herménégilde Chiasson (1998[23]), en coproduction avec le Théâtre populaire d’Acadie
- Les sentiers de l’espoir, de Gérald LeBlanc (1983)

À travers ces productions, l’Escaouette s’impose comme un espace d’expérimentation où les langages scéniques et les enjeux identitaires acadien·nes sont explorés avec audace et sensibilité.

## Le Festival à haute voix
Le Festival à haute voix, créé par le Théâtre l’Escaouette en 2001, est un événement consacré au développement dramaturgique. Il met en lumière des lectures publiques de textes en chantier, offrant ainsi aux dramaturges acadien·nes et canadien·nes une plateforme pour tester leurs œuvres devant un public et des professionnels du milieu.
Le festival joue un rôle essentiel dans la structuration de la dramaturgie acadienne, permettant aux auteur·rices de recevoir des retours constructifs et de peaufiner leurs textes avant leur mise en production. En plus des lectures, des discussions et ateliers sont organisés, favorisant l’échange entre dramaturges, metteurs en scène et spectateurs.

## Engagement envers la formation et la relève
Depuis sa fondation, le Théâtre l’Escaouette joue un rôle clé dans la formation des artistes de la scène acadienne. Il soutient la création émergente et offre des opportunités de perfectionnement aux comédiens, dramaturges et metteurs en scène à travers :
- Des résidences de création pour les artistes en développement.
- Des laboratoires de recherche théâtrale permettant d’expérimenter de nouvelles formes de mise en scène et d’écriture.
- Des liens étroits avec les institutions académiques, notamment l’Université de Moncton, pour favoriser la formation des jeunes artistes.

## Distinctions et reconnaissance
Le Théâtre l’Escaouette a reçu de nombreuses distinctions en reconnaissance de son engagement envers le développement du théâtre acadien et canadien-français. Ses productions, ses artistes et ses collaborations ont été salués par plusieurs prix prestigieux, notamment les Prix Éloizes, les Masques du théâtre canadien et des distinctions internationales.

### Prix et distinctions notables

#### 2016
- Prix Éloizes – Christian Essiambre, Les trois exils de Christian E. – Artiste s’étant le plus illustré à l’extérieur de l’Acadie [28]
- Prix Éloizes – Pierre-Guy Blanchard, Le long voyage de Pierre-Guy B. – Finaliste : Artiste de l’année en théâtre[29]
- Prix Éloizes – David Lonergan, Théâtre l’Escaouette, 1977-2012 : La petite histoire d’une grande compagnie de théâtre – Finaliste : Artiste de l’année en littérature[29]

#### 2015
- Prix de la critique de l’Association québécoise des critiques de théâtre – Le long voyage de Pierre-Guy B. – Meilleur texte original[30]
- Prix RIDEAU Tournée – PLA’C’ART – Les trois exils de Christian E.[31]

#### 2014
- Prix Éloizes – Marc Paulin, La vieille femme près de la voie ferrée – Artiste de l’année en théâtre (conception d’éclairage)[32]

#### 2013
- Prix Auteur dramatique BMO Groupe financier – Christian Essiambre et Philippe Soldevila – Les trois exils de Christian E.[33]

#### 2012
- Prix Acadie-Québec – Théâtre l’Escaouette – Apport au développement et à la consolidation des relations entre l’Acadie et le Québec[34]
- Prix Éloizes – Christian Essiambre, Les trois exils de Christian E. – Prix du public [35]
- Prix Éloizes – Les trois exils de Christian E. – Finaliste : Spectacle de l’année[36]
- Prix Éloizes – Philippe Soldevila – Artiste de l’Acadie du Québec pour sa contribution au théâtre acadien[35]
- Prix Éloizes – Marie-Pierre Valay-Nadeau, Wolfe – Finaliste : Artiste de l’année en théâtre[36]

#### 2011
- Prix AQCT (Association québécoise des critiques de théâtre) – Christian Essiambre, Les trois exils de Christian E. – Interprétation masculine – Québec[37]
- Prix Molson en art – Herménégilde Chiasson – Contribution aux arts (littérature, théâtre, cinéma, arts visuels)[38]
- Prix Paul-Hébert – Christian Essiambre, Les trois exils de Christian E. – Prix d’excellence des arts et de la culture

#### 2010[39]
- Prix Éloizes – Marcia Babineau – Finaliste : Artiste de l’année en théâtre (Des nouvelles de Copenhague, Vie d’cheval)[39]

#### 2007
- Prix Éloizes – Mélanie F. Léger, Roger Roger – Finaliste : Découverte de l’année

#### 2006
- Chevalier des Arts et des Lettres du Gouvernement Français – Marcia Babineau – Contribution au théâtre[40]
- Prix Gascon-Thomas de l’École nationale de théâtre – Herménégilde Chiasson – Œuvre d’ensemble[41]

#### 2005
- Prix Éloizes – Philippe André Collette, La Grande Séance – Finaliste : Artiste de l’année en théâtre
- Prix Éloizes – Marc Paulin – Finaliste : Soutien à la production artistique

#### 2003
- Masque de la production franco-canadienne – Univers[42]

#### 2001
- Prix Éloizes – Marcia Babineau – Finaliste : Soutien technique
- Masque de la production franco-canadienne – Pour une fois – Finaliste

#### 2000
- Prix Éloizes – Herménégilde Chiasson, Pour une fois – Artiste de l’année en théâtre[43]
- Prix Éloizes – Diane Losier, Exils – Finaliste : Artiste de l’année en théâtre
- Masque de la production franco-canadienne – Laurie ou la vie de galerie – Finaliste

#### 1999
- Prix Éloizes – Bernard LeBlanc, Laurie ou la vie de galerie – Finaliste : Artiste de l’année en théâtre

#### 1998
- Prix Éloizes – Marc Paulin – Bénévole de l’année

### Impact culturel
Le Théâtre l’Escaouette a contribué de manière significative à la reconnaissance et à la professionnalisation du théâtre acadien. En favorisant l’émergence de nouvelles voix et en encourageant la création contemporaine, il a joué un rôle déterminant dans l’évolution du théâtre francophone en Acadie et au Canada. Sa capacité à coproduire avec d’autres compagnies lui a permis de diffuser largement ses œuvres et d’accroître la visibilité du théâtre acadien sur la scène nationale et internationale.
Grâce à ses collaborations avec le Théâtre Sortie de Secours, le Théâtre populaire d’Acadie, le Théâtre français du Centre national des Arts et d’autres institutions, l’Escaouette est devenu un acteur incontournable du théâtre franco-canadien. Ses artistes, metteurs en scène et auteurs ont souvent été récompensés pour leur travail, renforçant ainsi l’impact culturel de la compagnie.
L’Escaouette continue aujourd’hui d’être un moteur d’innovation théâtrale, notamment grâce à son travail de recherche en dramaturgie, ses résidences artistiques et son Festival à haute voix, qui permettent aux créateurs acadien·nes de développer et présenter leurs œuvres dans un cadre professionnel.